# Leuropeltis atopa
Leuropeltis atopa är en kackerlacksart som beskrevs av Morgan Hebard 1921. Leuropeltis atopa ingår i släktet Leuropeltis och familjen småkackerlackor.
Artens utbredningsområde är Franska Guyana. Inga underarter finns listade i Catalogue of Life.